# Ptochophyle conservata
Ptochophyle conservata là một loài bướm đêm trong họ Geometridae.